# Grand Portage National Monument
Grand Portage National Monument ist eine Gedenkstätte vom Typ eines National Monuments am Oberen See in Cook County im äußersten Nordosten des US-Bundesstaates Minnesota. Sie bewahrt einen verkehrsgeschichtlich bedeutenden Ort an den Großen Seen und wichtigen Stützpunkt des Pelzhandels mit dem Inneren des heutigen Kanadas. 
Die Gedenkstätte wurde in den 1930er Jahren teilweise rekonstruiert, 1960 als National Monument gewidmet und wird vom National Park Service verwaltet.

## Beschreibung

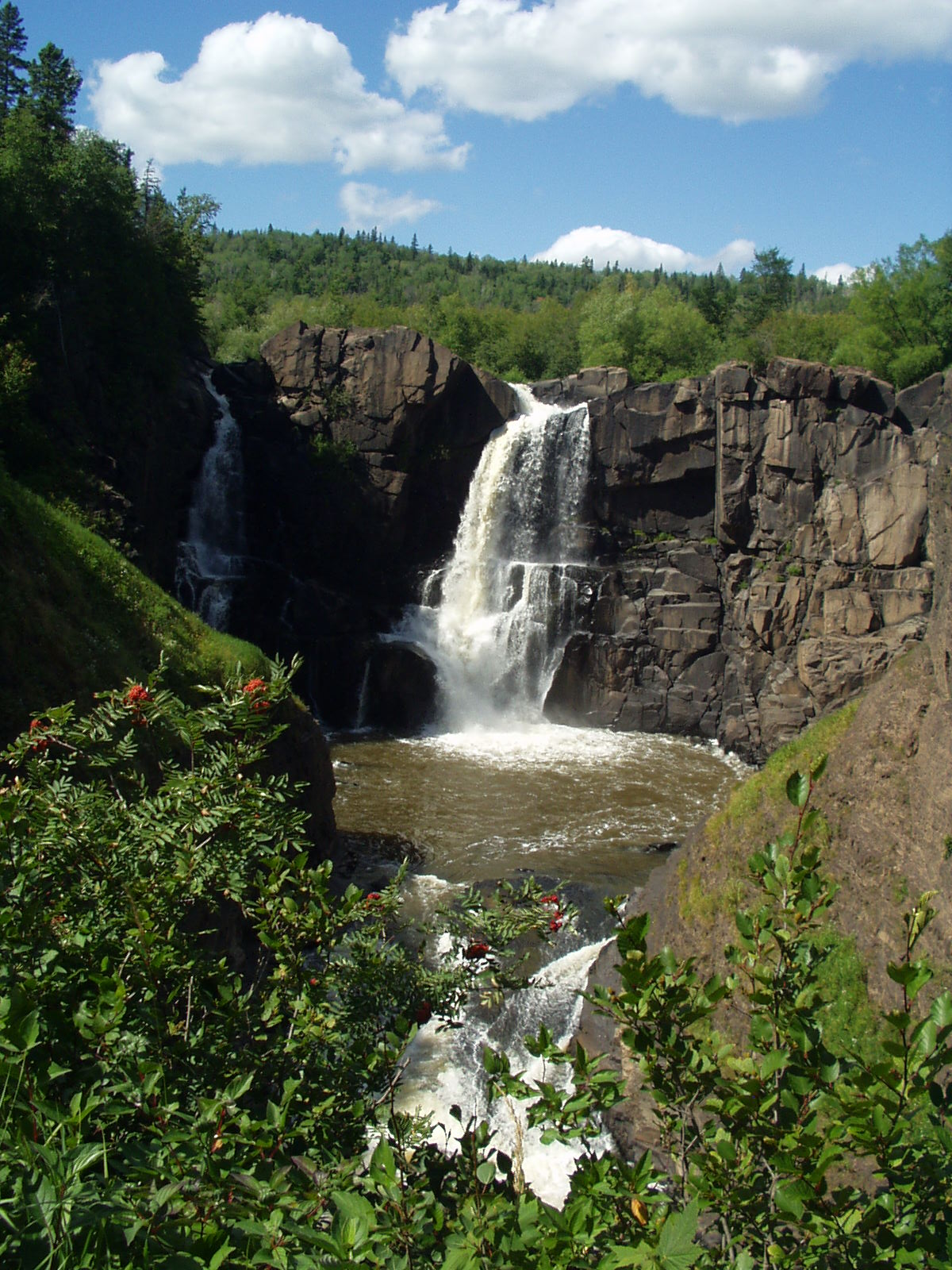
Die Wasserfälle des Pigeon Rivers müssen umtragen werden

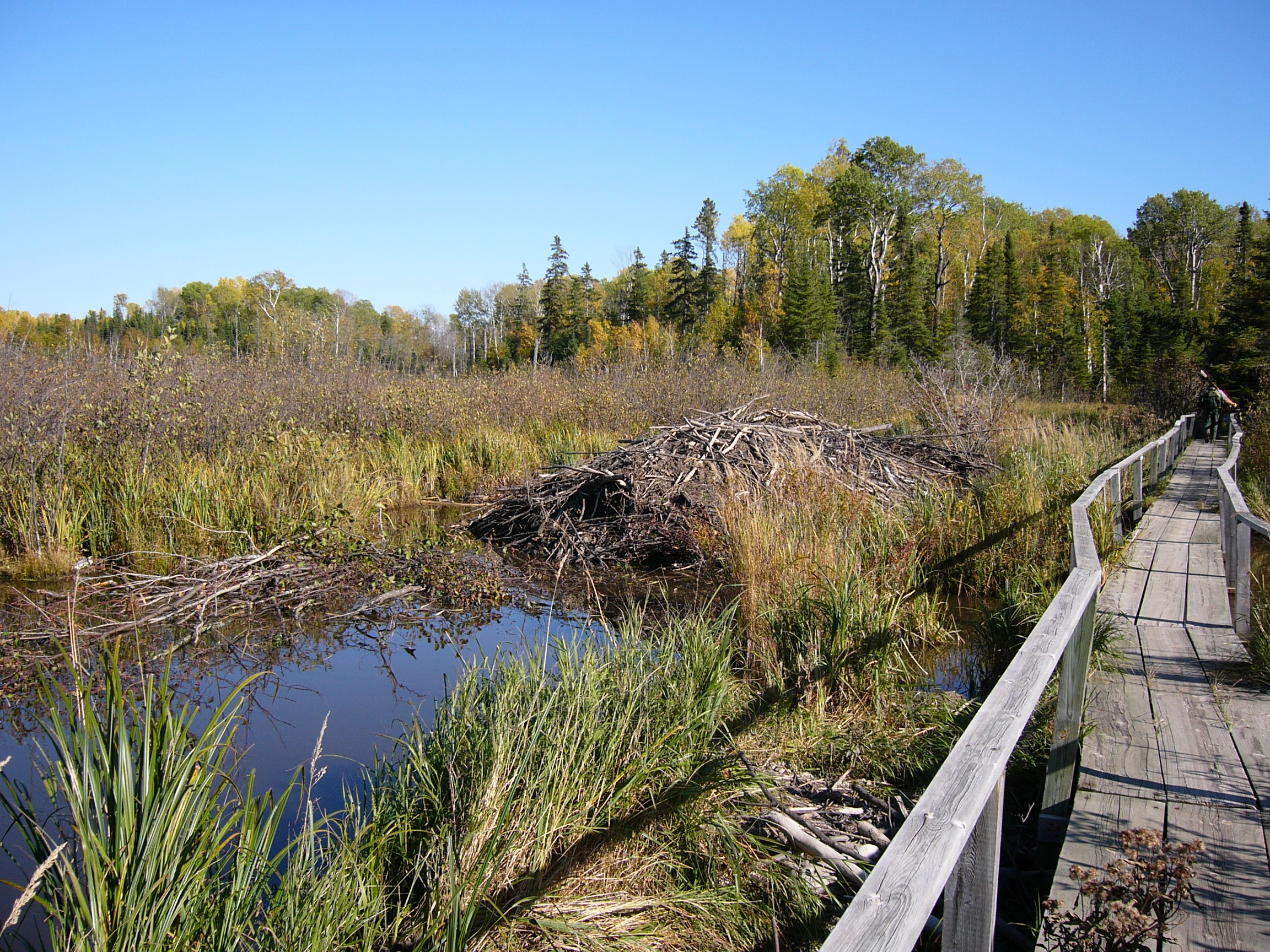
Biberburg an der Portage

Grand Portage heißt nach einer Portage, einem Abschnitt, in dem Kanus getragen werden müssen, am Pigeon River, der etwas östlich in den Oberen See mündet. Der Fluss ist Teil einer Verbindung über die Laurentinische Wasserscheide  zum Lake of the Woods und weiter zum Lake Winnipeg im Inneren Kanadas. Sein Unterlauf ist durch mehrere Wasserfälle für Kanus nicht befahrbar. Über rund 14 km mussten die Kanus und alle Güter vom Seeufer getragen werden, bis der nutzbare Fluss erreicht wurde.

## Geschichte
Die Anishinabeindianer der Region kannten und nutzten die Route seit alters her, wie auch die benachbarten Völker. 1679 erreichte erstmals ein französischstämmiger weißer Pelzhändler nachweisbar das nordwestliche Ufer des Oberen Sees. Kurz darauf zeigten Indianer den Weißen ihren Verkehrsweg ins Innere des Landes. Der Pelzhandel war geprägt durch die Konkurrenz zwischen den französischen Pionieren und den Engländern der Hudson’s Bay Company, die erst 1670 gegründet aber sehr kapitalstark war. 1713 mussten sich die Franzosen gemäß dem Vertrag von Utrecht aus dem Nordosten um die Hudson Bay zurückziehen und konzentrierten sich stärker auf die Großen Seen. Erstmals schriftlich erwähnt wurde Grand Portage 1722 von einem französischen Offizier. An beiden Enden der Tragestrecke legten die Händler kleine Lager an.
Nach dem Franzosen- und Indianerkrieg verlor Frankreich 1763 alle Besitzungen im Nordosten an Großbritannien, die französischen Pelzhändler gingen entweder nach New Orleans und in die Kolonie Louisiana oder operierten als unabhängige Händler unter britischer Regierung von Montreal aus. Erst 1783 gründeten überwiegend französischstämmige Händler die North West Company, die in Konkurrenz zur Hudson’s Bay Company den Nordwesten des jetzt Kanada genannten Landes erschließen und nutzen wollte. Fast ihre gesamten Geschäfte wickelten sie über den Oberen Sees und die Portage des Pigeon River ab und bauten ihren Stützpunkt aus.
An beiden Enden der Portage wurden befestigte Warenlager errichtet. Am Seeufer ein großes durch Palisaden umschlossenes Gelände mit mehreren Bauten, am Fluss das kleine Fort Caroline. Ab 1787 verlegte die North West Company ihr Hauptquartier jeweils im Sommerhalbjahr von Montreal in ihren Stützpunkt am Oberen See und errichtete zu diesem Zweck die Great Hall als Verwaltungssitz. Von hier stieß Alexander MacKenzie im Auftrag der Company zum Außenposten Fort Chipewyan vor, als er 1793 als erster Weißer den Nordamerikanischen Kontinent durchquerte und den Pazifischen Ozean erreichte. 
Im Rahmen des Amerikanischen Unabhängigkeitskriegs mussten die Briten ihr Militär 1779 zurückziehen, der Teil des Oberen Sees geriet unter amerikanischen Einfluss. 1803 wurden die Grenzen zwischen den Vereinigten Staaten und dem britischen Kanada festgelegt und Grand Portage war jetzt amerikanisch. Die North West Company verlegte ihren Posten um rund 50 km Richtung Norden nach Fort William (heute ein Teil von Thunder Bay) an einer Portage an der Mündung des Kaministiquia River. Ab 1804 verfielen die Bauten in Grand Portage. 
Kurz vor 1840 eröffnete die American Fur Company von John Jacob Astor noch einmal einen kurzlebigen Handels- und Versorgungsposten an der Grand Portage, zog sich aber beim endgültigen Niedergang des Pelzhandels 1843 wieder zurück.
1922 begann die Minnesota Historical Society, eine geschichtswissenschaftliche Fachgesellschaft, mit der Erforschung der Geschichte von Grand Portage im Rahmen ihrer Beschäftigung mit dem Pelzhandel. Im Rahmen des New Deal wurden von 1936 bis 1940 Arbeitskräfte des Civilian Conservation Corps zur Rekonstruktion des Stützpunkts herangezogen.

## Das National Monument

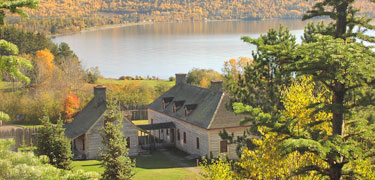
Blick von den Hügeln auf die rekonstruierten Bauten am Ufer

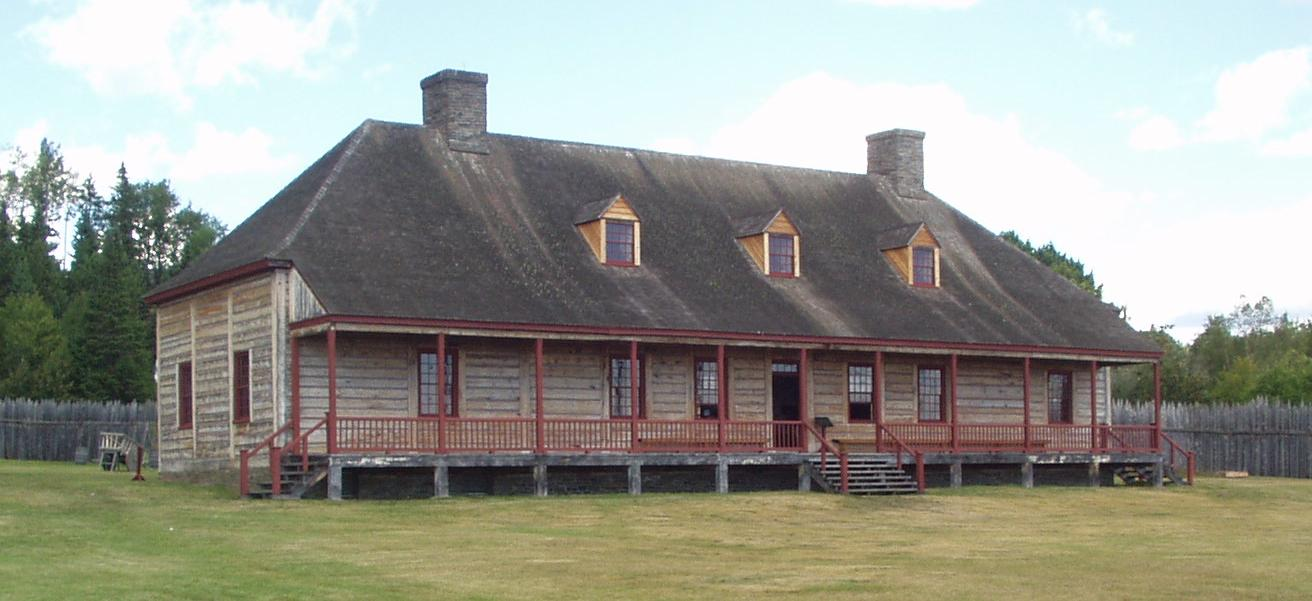
Great Hall – das Hauptgebäude

Die Gedenkstätte umfasst den Uferbereich am Oberen See mit der Palisade, den Bauten im umschlossenen Gebiet und ein Lagerhaus außerhalb, den rund 14 km langen, schmalen Fußpfad und den ehemaligen Standort von Fort Caroline am Pigeon River. Sie bildet eine Enklave in der Grand Portage Indian Reservation der Anishinabe. Der Flusslauf und die Wasserfälle liegen im Grand Portage State Park, der als einziger State Park nicht im Besitz des Staates Minnesota ist, sondern 1989 von den Indianern gepachtet wurde.
1969 brannte die 1940 rekonstruierte Great Hall nieder, erst 1980 standen Mittel bereit, um sie nach neueren Erkenntnissen originalgetreuer wieder zu errichten. Außerdem besteht die Gedenkstätte aus dem angebauten Küchengebäude, einem Torturm und den Palisaden sowie einem Lagerhaus außerhalb.
Das Hauptgebäude ist das Besucherzentrum der Gedenkstätte, das Lagerhaus außerhalb der Palisade und das benachbarte Heritage Center, das von den Indianern betrieben wird, dienen als Museen zur Geschichte der Urbevölkerung und der Pelzhändler. Im Sommerhalbjahr wird ein historisches Indianerdorf mit Zelten rekonstruiert. Innerhalb der Palisade ist auch ein Garten mit historischen Nutzpflanzen angelegt. 
Besucher können die 14 km lange eigentliche Portage zum Pigeon River wandern, im Sommer werden auch Living-History-Vorführungen und Touren in nachgebauten Kanus angeboten. 